# São Gonçalo de Lagos
São Gonçalo de Lagos est une paroisse civile portugaise (en portugais : freguesia) de la municipalité de Lagos en Algarve.
La paroisse est créée par la loi no 11-A/2013 du 28 janvier 2013 portant réorganisation administrative du territoire des freguesias, en fusionnant les paroisses de Lagos (São Sebastião) et Lagos (Santa Maria). Son nom officiel est alors União das freguesias de Lagos (São Sebastião e Santa Maria), dont le siège est fixé à Lagos (São Sebastião). La loi no 108/2015 du 26 août 2015 lui donne son nom de Freguesia de São Gonçalo de Lagos.
Lors du recensement de 2021, São Gonçalo de Lagos compte 23 648 habitants. La paroisse comprend ainsi la majorité des 33 494 habitants de la municipalité de Lagos.